# 4029 Bridges
A 4029 Bridges (ideiglenes jelöléssel 1982 KC1) a Naprendszer kisbolygóövében található aszteroida. Carolyn Shoemaker fedezte fel 1982. május 24-én.